# Pendlerzeitung
Pendlerzeitung ist ein fast ausschliesslich in der Schweiz gängiges Synonym für eine kostenlose Tageszeitung. Die Zeitungen werden an Verkehrsknotenpunkten wie Bahnhöfen und Haltestellen angeboten und überwiegend von Pendlern auf dem Weg zum Arbeitsplatz gelesen.
Die bekannteste Pendlerzeitung in der Schweiz ist 20 Minuten, die inzwischen auflagenstärkste Zeitung der Schweiz. Ab Juni 2008 erschien die Abendzeitung Blick am Abend, die aus der Abendzeitung heute hervorgegangen ist. Die Printausgabe von Blick am Abend wurde auf den 21. Dezember 2018 eingestellt.
Ehemalige Pendlerzeitungen in der Schweiz sind die von Januar 2000 bis Februar 2002 erschienene Metropol, der von Oktober 2005 bis September 2009 erschienene Le Matin Bleu, das von Mai 2006 bis Mai 2008 am Abend erschienene heute sowie die von 2007 bis 2009 erschienenen Zeitungen .ch und News.
Pendlerzeitungen erscheinen typischerweise montags bis freitags. Im Zuge der Corona-Pandemie und aufgrund des scharfen Wettbewerbs unter den Anbietern digitaler Inhalte gingen die Auflagezahlen der Pendlerzeitungen rapide zurück. Zum Jahresende 2025 stellt 20 Minuten die Printausgabe ein. Die Regionalbüros in Basel, Genf, Luzern und St. Gallen werden  Ende 2025 geschlossen; mit dem Ende der Printausgabe entfallen bis zu 80 Vollzeitstellen.